# 2-je Wygornoje
2-je Wygornoje (ros. 2-е Выгорное) – wieś (sieło) w Rosji, w obwodzie kurskim, w rejonie timskim. W 2010 liczyła 501 mieszkańców.